# Collex-Bossy
Collex-Bossy (toponimo francese) è un comune svizzero di 1 687 abitanti del Canton Ginevra.

## Storia
Il comune di Collex-Bossy è stato istituito nel 1790; dal suo territorio nel 1855 è stata scorporata la località di Bellevue, divenuta comune autonomo.

## Monumenti e luoghi d'interesse

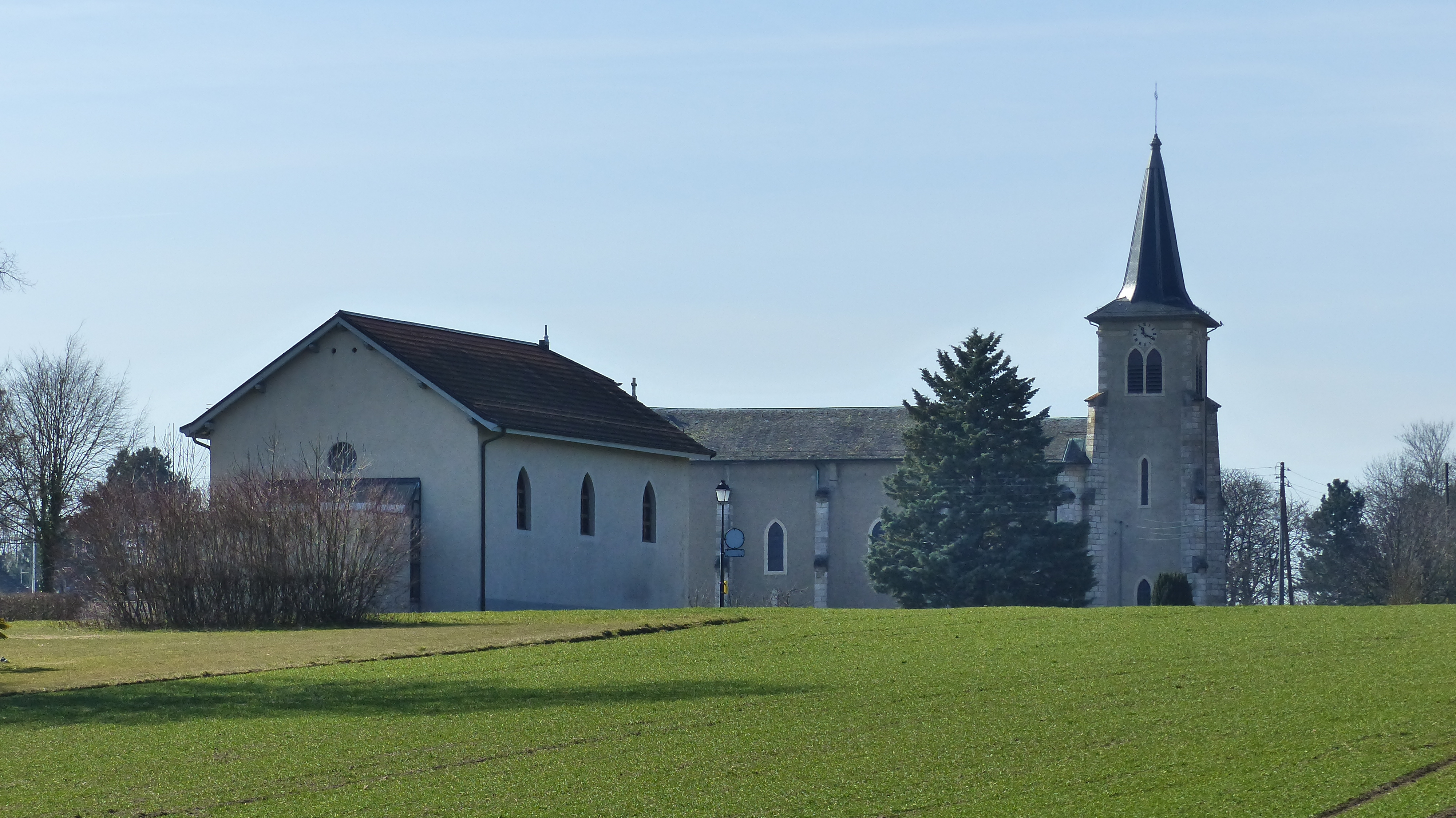
La chiesa cattolica di San Clemente

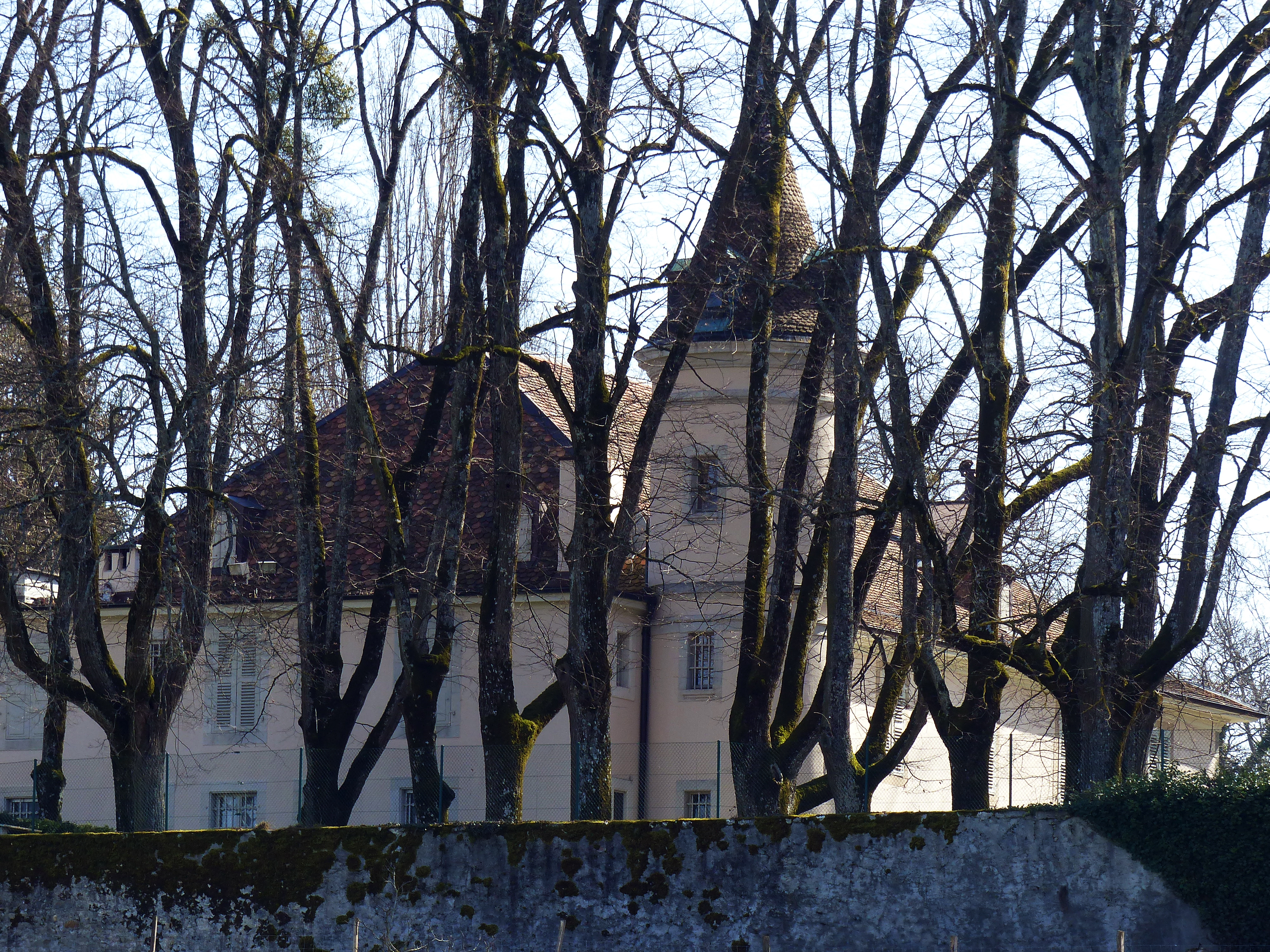
Il castello di Collex

- Chiesa cattolica di San Clemente, eretta nel 1869-1871[1];
- Castello di Collex[1];
- Rovine del castello di Bâtie-Beauregard in località La Vieille-Bâtie, attestato dal 1299 e distrutto nel 1590[1][2].

## Società

### Evoluzione demografica
L'evoluzione demografica è riportata nella seguente tabella:
Abitanti censiti

## Amministrazione
Ogni famiglia originaria del luogo fa parte del comune patriziale che ha la responsabilità della manutenzione di ogni bene comune.